# Hessischer Rundfunk
La Hessischer Rundfunk (HR) è l'emittente radiotelevisiva pubblica locale del Land tedesco dell'Assia, ed è affiliata ad ARD. La sede principale è situata a Francoforte.

## Canali
La Hessischer Rundfunk produce, autonomamente o in collaborazione con altre emittenti, i seguenti programmi:

### Radio
- hr1 - generalista;
- hr2 – programmi culturali;
- hr3 – intrattenimento;
- hr4 – musica leggera;
- hr-info – informazioni, tre notiziari all'ora;
- You FM – rete giovanile (in precedenza si chiamava "hr XXL").

Secondo i dati di Media-Analyse (luglio 2010), i sei canali radiofonici vengono quotidianamente ascoltati da 2,53 milioni di persone.

### Televisione
La hr-fernsehen è il cosiddetto "terzo programma" per la regione Assia. Il nome deriva dai tempi in cui esistevano in Germania solo due canali nazionali ("das Deutsche Fernsehen", oggi Das Erste, e la ZDF), ed il terzo programma era rappresentato dalle trasmissioni diffuse soltanto su scala regionale.
Naturalmente hr-fernsehen è caratterizzata da un palinsesto prettamente regionale, dall'Hessenschau (il notiziario) fino all'Hessenquiz passando per Maintower. Alcuni programmi classici sono:
- "Die Hesselbachs", trasmesso dal 1949 solo per radio e dal 1960 al 1967 come serie TV;
- "Kommissar Freytag" (1963–1965);
- "Ein Platz für Tiere" con il direttore dello zoo di Francoforte Bernhard Grzimek (1957–1987);
- "Doktor Murkes gesammeltes Schweigen" e "Doktor Murkes gesammelte Nachrufe", un programma satirico con Dieter Hildebrandt su racconti di Heinrich Böll;
- "Zum Blauen Bock" con Otto Höpfner (1957–1965) e poi con Heinz Schenk, Lia Wöhr e Reno Nonsens (1957–1987);
- "Einer wird gewinnen" (EWG), il grande quiz del sabato sera con Hans-Joachim Kulenkampff (1965–1987);
- "Augsburger Puppenkiste" (1953–2001);
- "Pausenkatzen", immagini di gatti durante gli intervalli, a partire dalla metà degli anni Settanta;
- "Buddenbrooks", serie TV (1979);
- "Wunder der Erde" (1968–2006);
- "Giraffe, Erdmännchen und Co.", documentario (dal 2006);

### Partecipazione a Das Erste
Alla programmazione di Das Erste hr contribuisce per circa il 7%. Oltre alle notizie per i telegiornali e vari magazine di informazione, telefilm e singole trasmissioni, hr fornisce le seguenti serie:
- "ttt – titel, thesen, temperamente" (dal 1997);
- "plusminus", magazine economico (dal 1997);
- estrazione dei numeri del Lotto(dal 1965);
- Tatort: 1971–1979 con Klaus Höhne nei panni del Commissario Konrad; 1985–2002 con Karl-Heinz von Hassel nei panni del Commissario Brinkmann; 2002–2010 con Andrea Sawatzki e Jörg Schüttauf nei panni dei Commissari Charlotte Sänger e Fritz Dellwo, e dal 2010 con Ulrich Tukur e Barbara Philipp come Commissario Felix Murot e la sua segretaria Magda Wächter, oltre alla puntata numero 800 nel 2011 con Conny Mey (Nina Kunzendorf) und Frank Steier (Joachim Król);

La Hessischer Rundfunk produce inoltre dal 1960 la "Wetterkarte", le previsioni meteo alla fine del telegiornale, e dal 2000 la trasmissione sulla Borsa.

## Orchestre
La Hessischer Rundfunk finanzia e gestisce due orchestre:
- hr-Sinfonieorchester (Orchestra Sinfonica della Radio di Francoforte) – Fondata nel 1929 da Radio Frankfurt (l'emittente che ha preceduto l'odierna Hessischer Rundfunk), l'Orchestra Sinfonica della Radio di Francoforte è una compagine orchestrale di rinomanza internazionale. Il suo organico di 112 musicisti le permette di esplorare l'intera gamma della musica sinfonica del periodo barocco fino alla musica contemporanea e di proporre progetti musicali dal carattere insolito. Oltre al suo principale campo d'azione, il Land tedesco dell'Assia, l'Orchestra Sinfonica della Radio di Francoforte appare nei più prestigiosi festival musicali nazionali ed internazionali e si esibisce in toumee in tutto il mondo. A partire dalla stagione 2014/15 il nuovo direttore principale è Andrés Orozco-Estrada. Importanti direttori principali dell'Orchestra della Radio di Francoforte Symphony Orchestra sono stati Dean Dixon, Eliahu Inbal, Dmitrij Kitajenko, Hugh Wolff e Paavo Järvi.

- "hr-Bigband" (Big Band della Radio di Francoforte) – La Big Band della Radio di Francoforte fu fondata nel 1946 come "orchestra da ballo" di Radio Frankfurt (l'odiema Hessischer Rundfunk). A partire dagli anni '70 l'ensemble si è sviluppato in una Big Band Jazz la cui attività è incentrata prevalentemente sull'attività concertistica. Nei suoi 50 concerti annui, la Big Band della Radio di Francoforte affronta l'ampio spettro stilistico del Jazz e sconfina arditamente nella musica classica, pop, elettronica e in quella di derivazione culturale straniera. Dopo tre anni di attività in qualità di "Artist in Residence", dal 2011 Jim McNeely è il direttore principale della Big Band della Radio di Francoforte.